# Марі Сенгор Бассе
Марі Сенгор Басса (повне ім'я Марі-Тереза Камілла Сенгор Басса, фр. Marie Thérèse Camille Senghor Basse 1930 рік, Рюфіск, Сенегал — 2019 рік) — сенегальська лікарка, керівниця Центру захисту матері і дитини. З 1961 по 1966 роки представляла Сенегал у Продовольчій та сільськогосподарській організації ООН .

## Біографія
Марі народилася в місті Рюфіск в однойменному департаменті Сенегалу. Вона була племінницею першого президента Сенегалу Леопольда Седар Сенгора . У 1957 році закінчила медичний факультет в Парижі (Франція) .
У 1958 році почала працювати в лікарні в Конакрі, де пропрацювала 2 роки. Повернувшись у Сенегал вона очолила Центр захисту матері та дитини. З 1961 по 1966 роки представляла Сенегал в Продовольчій і сільськогосподарській організації ООН разом зі своїм чоловіком Едуардом Камілла Басса. Пізніше вона працювала інспектором в медичній школі Дакару.
У 1968 році Марі заснувала та стала директором Інституту харчових технологій (l'Institut de Technologie Alimentaire), в якому працювала над дослідженнями в області переробки зернових, фруктів, овочів та продуктів тваринного походження . Вона виступала на телебаченні з пропагандою споживання продуктів «місцевого споживання».
Марі була однією із засновників сенегальської частини організації Африканської культурної спільноти, яку створив нігерійський драматург Воле Шоїнка .